# 張煒謙
張煒謙（1995年11月17日—），為台灣的棒球選手之一，曾效力中華職棒樂天桃猿，守備位置為內野手。於2014年6月舉行之季中選秀會中由Lamigo桃猿及中信兄弟同時在第五輪指名，經抽籤後由Lamigo桃猿勝出，且在稍後以簽約金170萬元、月薪5萬元以及激勵獎金100萬元加盟。

## 經歷
- 彰化縣員林市東山國小少棒隊
- 彰化縣立彰化藝術高級中學青少棒隊
- 桃園市國立臺北科技大學附屬桃園農工高級中等學校青棒隊
- 中華職棒Lamigo桃猿（2014年7月15日－2019年12月16日）
- 中華職棒樂天桃猿（2019年12月17日－2020年11月30日）
- 屏東縣成棒隊（2021年1月15日～2022年）
- 中華職棒樂天桃猿一軍助理教練（2024年－2024年6月9日）
- 中華職棒樂天桃猿二軍守備教練（2024年6月10日－）

## 職棒生涯成績
| 年度 | 球隊       | 背號 | 出賽             | 打數             | 安打             | 全壘打           | 打點             | 盜壘             | 四死             | 三振             | 壘打數           | 雙殺打           | 打擊率           | 上壘率           | 長打率           | OPS              |
| ---- | ---------- | ---- | ---------------- | ---------------- | ---------------- | ---------------- | ---------------- | ---------------- | ---------------- | ---------------- | ---------------- | ---------------- | ---------------- | ---------------- | ---------------- | ---------------- |
| 2016 | Lamigo桃猿 | 72   | 4                | 14               | 4                | 0                | 2                | 0                | 1                | 4                | 0                | 0                | 0.308            | 0.357            | 0.308            | 0.665            |
| 2017 | Lamigo桃猿 | 72   | 未有一軍出賽紀錄 | 未有一軍出賽紀錄 | 未有一軍出賽紀錄 | 未有一軍出賽紀錄 | 未有一軍出賽紀錄 | 未有一軍出賽紀錄 | 未有一軍出賽紀錄 | 未有一軍出賽紀錄 | 未有一軍出賽紀錄 | 未有一軍出賽紀錄 | 未有一軍出賽紀錄 | 未有一軍出賽紀錄 | 未有一軍出賽紀錄 | 未有一軍出賽紀錄 |
| 2018 | Lamigo桃猿 | 72   | 未有一軍出賽紀錄 | 未有一軍出賽紀錄 | 未有一軍出賽紀錄 | 未有一軍出賽紀錄 | 未有一軍出賽紀錄 | 未有一軍出賽紀錄 | 未有一軍出賽紀錄 | 未有一軍出賽紀錄 | 未有一軍出賽紀錄 | 未有一軍出賽紀錄 | 未有一軍出賽紀錄 | 未有一軍出賽紀錄 | 未有一軍出賽紀錄 | 未有一軍出賽紀錄 |
| 2019 | Lamigo桃猿 | 72   | 未有一軍出賽紀錄 | 未有一軍出賽紀錄 | 未有一軍出賽紀錄 | 未有一軍出賽紀錄 | 未有一軍出賽紀錄 | 未有一軍出賽紀錄 | 未有一軍出賽紀錄 | 未有一軍出賽紀錄 | 未有一軍出賽紀錄 | 未有一軍出賽紀錄 | 未有一軍出賽紀錄 | 未有一軍出賽紀錄 | 未有一軍出賽紀錄 | 未有一軍出賽紀錄 |
| 2020 | 樂天桃猿   | 27   | 未有一軍出賽紀錄 | 未有一軍出賽紀錄 | 未有一軍出賽紀錄 | 未有一軍出賽紀錄 | 未有一軍出賽紀錄 | 未有一軍出賽紀錄 | 未有一軍出賽紀錄 | 未有一軍出賽紀錄 | 未有一軍出賽紀錄 | 未有一軍出賽紀錄 | 未有一軍出賽紀錄 | 未有一軍出賽紀錄 | 未有一軍出賽紀錄 | 未有一軍出賽紀錄 |
| 合計 | 1年        | －   | 4                | 14               | 4                | 0                | 0                | 0                | 1                | 4                | 0                | 0                | 0.308            | 0.357            | 0.308            | 0.665            |

## 特殊事蹟
- 2016年10月9日，由於桃猿已無緣季後賽，球團將大批年輕球員拉上一軍磨練，張煒謙也首度先發對戰義大犀牛擔任第九棒二壘手，首次上場打擊面對陳明軒即打出一支內野安打，為生涯首安[2]。

## 外部連結
- 張煒謙在台灣棒球維基館上的頁面（繁體中文）
- 張煒謙在中華職棒官網 （中文）和Baseball-Reference （英文）上的頁面
- 張煒謙的Facebook專頁